# Carlos F. Heredero
Carlos Fernández Heredero, més conegut com a Carlos F. Heredero (Madrid, 1953) és un historiador i crític de cinema espanyol.

## Biografia
Ha treballat com a crític de cinema de la publicació Diario 16 del 1988 al 2011, així com a Dirigido por (1986-2007), Cinemanía (1995-2005) i Nosferatu. El 2007 fou nomenat director de la revista especialitzada Caimán Cuadernos de Cine (abans Cahiers du cinéma. España). També col·labora assíduament al suplement cultural d'El Mundo i als programes de La 2 Historia de nuestro cine i Versión española. Fou membre del Jurat de la FIPRESCI al Festival Internacional de Cinema de Sant Sebastià de 1993, 
Com a docent del 2001 al 2010 fou professor d'Història del Cinema Espanyol a l'ESCAC - Escola Superior de Cinema i Audiovisuals de Catalunya, del 1997 al 2004 va dirigir els cursos de cinema d'estiu de la Universitat del País Basc i actualment és professor d'Història del Cinema Espanyol a l'ECAM.
Ha escrit nombrosos assaigs, estudis historiogràfics i monografies sobre directors com Sam Peckinpah, John Huston, Eric Rohmer, Joseph L. Mankiewicz, Manuel Gutiérrez Aragón, Pedro Beltrán, Wong Kar-wai o Aki Kaurismäki.

## Obres
- El lenguaje de la luz. Entrevistas con directores de fotografía del cine español (1994)
- Las huellas del tiempo. Cine español 1951-1961 (1994)
- La pesadilla roja del general Franco (1996)
- Espejo de miradas. Entrevistas con nuevos directores del cine español (1997)
- 20 nuevos directores del cine español (1999)
- Semillas de futuro. Cine español 1990-20012002)
- El cine negro. Maduración y crisis de la escritura clásica (1996; amb Antonio Santamarina).
- La biblioteca del cine español (Cátedra / Filmoteca Española, 2011)
- Diccionario de Cine Español e Iberoamericano, director amb Eduardo Rodríguez (10 volums), editat per la Fundación Autor (SGAE, 2011/2012)
- Huellas de un espíritu (guió, 1998)
- Alfred Hitchcock: la ficción sin límites (guió, 1999)
- Orson Welles en el país de Don Quijote (amb E. Riambau, 2000)
- Huston y Joyce. Diálogos con los muertos (guió, 2001)

## Premis
El 2014 va rebre la Medalla a la labor periodística i literària del Cercle d'Escriptors Cinematogràfics.